# Nomia rufoclypeata
Nomia rufoclypeata är en biart som beskrevs av Wu 1983. Nomia rufoclypeata ingår i släktet Nomia och familjen vägbin. Inga underarter finns listade i Catalogue of Life.